# Michael Almereyda
Pour les articles homonymes, voir Almereyda.
Michael Almereyda est un réalisateur et scénariste américain né le 7 avril 1959 à Overland Park, au Kansas, États-Unis.

## Filmographie
- 1985 : A Hero of Our Time (court-métrage)
- 1990 : La Famille Cleveland (Twister)
- 1992 : Another Girl Another Planet (en)
- 1993 : Aliens (court-métrage)
- 1994 : Nadja
- 1995 : At Sundance (documentaire)
- 1997 : The Rocking Horse Winner (court-métrage)
- 1998 : The Eternal: Kiss of the Mummy (Trance)
- 2000 : Hamlet
- 2002 : Happy Here and Now
- 2003 : This So-Called Disaster: Sam Shepard Directs the Late Henry Moss (documentaire)
- 2004 : Deadwood (série télévisée)
- 2005 : William Eggleston in the Real World (en) (documentaire)
- 2008 : New Orleans, Mon Amour
- 2012 : The Ogre's Feathers
- 2014 : Anarchy: Ride or Die (Cymbeline)
- 2015 : Experimenter
- 2017 : Marjorie Prime
- 2020 : Tesla